# فرودگاه تولوز – لزبورد
فرودگاه تولوز-لزبورد (به انگلیسی: Toulouse – Lasbordes Airport) (به زبان بومی: Aéroport de Toulouse - Lasbordes) یک فرودگاه همگانی با کد یاتا none است که یک باند فرود آسفالت دارد و طول باند آن ۹۵۰ متر است. این فرودگاه در شهر تولوز کشور فرانسه قرار دارد و در ارتفاع ۱۴۰ متری از سطح دریا واقع شده است.